# タリオ 復讐代行の2人
『タリオ 復讐代行の2人』（タリオ ふくしゅうだいこうのふたり）は、NHK総合およびNHK BS4Kの「ドラマ10」枠で2020年10月9日から11月20日まで毎週金曜日の22時00分 - 22時45分に放送された日本のテレビドラマ。全7回。
元弁護士の女性と男性詐欺師が手を組み、悪事を働きつつも罰せられず平然と生きる卑劣な悪人たちに被害者に代わって執行する復讐劇を、1話完結で描く。蒔田光治作、木村ひさし演出によるオリジナルドラマ。主演は浜辺美波と岡田将生。タイトルの「タリオ」とは「同害報復」の事。

## あらすじ
12年前、厳格な弁護士であった白沢正弘は巨額の投資詐欺を働いた橘道三に詐欺の黒幕であると証言されたために警察から詐欺事件の容疑者とされるが、無実を訴えることなく失踪し、当時8歳であった正弘の一人娘・白沢真実は父と生き別れとなる。そして残された真実の唯一の肉親であった母が心労がたたり亡くなってしまったことから、親戚の家に引き取られる。
詐欺事件の容疑者である父を追う刑事・山口から「父親と同じウソつきの目をしている」と言われた真実は、父と同じ目をした自分が正義の戦士でなければ父も悪人になってしまうという思いから正義のために戦う人間になろうと決意し、中学生のころに知った司法試験予備試験制度によって弱冠20歳で弁護士となり大手法律事務所に勤務する。しかし、法律の知識こそ確かだが世間知らずで頭が固く、思うように仕事を得られずにいた。
そんなある日、真実は先輩弁護士が持て余していた依頼人・綿貫依里子の案件を担当することとなる。大手ゼネコン・財源建設の御曹司・財津宏樹から性被害を受けた依里子は、金と権力により事実を歪曲され裁判で敗訴し泣き寝入りを強いられており、業を煮やした依里子はネット上で見つけた怪しい「復讐代行請負業」の男に復讐を依頼するが、手付金を支払い後も復讐が実行される気配がないらしい。それを詐欺と確信した真実は依里子にその男・黒岩賢介をおびき出させ接触を図り、依里子から騙し取った手付金10万円を回収することに成功するが、同時に敗訴した裁判の内容を不審に感じ、財津の身辺調査をしていたことで財津の子飼いの弁護士の策略にはまり、真実は弁護士資格をはく奪され、弁護士として合法的に財津を訴える術を失ってしまう。
そんな真実に黒岩が一緒に財津を懲らしめないかと提案したことから、真実は正義を貫き依里子の無念を晴らすため、手を組むのではなく黒岩を利用するという建前で二人で財津に対し復讐を仕掛ける。

## 登場人物

### 主要人物
白沢真実（しらさわ まみ）〈20〉
演 - 浜辺美波（8歳時：丸山澪）
正義感の強い元弁護士。
司法試験予備試験制度により20歳で弁護士となり大手法律事務所に勤務するも、担当した案件を調査する過程で先方の策略にはまり弁護士資格をはく奪されてしまう。弁護士資格を失って以降は詐欺師の黒岩とタッグを組み法律の知識を駆使して、悪人たちから被害を受けた者に代わり復讐を執行する。
復讐代行の仕事をするために黒岩のコンサルティング事務所に職場兼住居として押し掛け、仕事をするうえでマウントの取り合いをして黒岩とよく口論となるが、議論で負けたことが無いと言い張るものの、言い負かされそうになると急に居眠りを始める。
父親から教えられた忍者の記憶術で、モノを覚えるときは腕にしっぺをして体に痛みを与えながら記憶したり、物事を深く考え込むときは目を閉じて身をかがめ印を組んだ指を上下させて集中し、モノを指さすときは「シュッ シュ～ッ…」と口ずさみながら2本指で一度天を指してから指をさすなど動作の癖がいちいち強い。アルコールを受け付けない体質でワイン1杯で倒れてしまう。ナポリタンが好物。口癖は「誰にも言ったことはないんですが、私、司法研修所を首席で卒業したんです」。
投資詐欺の真の黒幕であった弁護士の鮫島に騙され、父・正弘が詐欺の首謀者であると信じてしまったことから、消息を掴んだ父・正弘を疑いの目で見続け、鮫島から詐欺被害者救済のために必要と言われた父が所持していた金の流れが書かれた資料を鮫島の仲間の弁護士経由で渡してしまい、投資詐欺の証拠を握りつぶされてしまう。
後に黒岩に投資詐欺の真の黒幕が鮫島であることを教えられると、父に詐欺の濡れ衣を着せて親子ともども人生を狂わされたことと、父を疑ったがために鮫島の刺客に父が襲われる危険な目に遭わせてしまった自責の念から鮫島への復讐を決意するが、刃物で鮫島を襲撃しようとした直前に黒岩に制止されて未遂に終わる。
詐欺事件の真相解明後は、再び行方不明となった父を探すために一緒に父を探そうと黒岩を誘っている。

黒岩賢介（くろいわ けんすけ）
演 - 岡田将生
悪知恵に長けた怪しげな詐欺師。
表向きは経営コンサルタントを名乗っているが、裏では「復讐代行請負業」を営んでおり、詐欺師の経験・知識を活かして真実の復讐執行に協力する。
真実の父・正弘が首謀者であるとされる巨額詐欺事件を調べた際、探りを掛けるため尋ねた鮫島の言動を怪しく思い、誰にも教えたことのない自分と鮫島しか知りえない携帯の電話番号の書かれた名刺を渡したところ、かつてコンサルタントの顧客として世話になったと語る小泉と名乗る男からまた仕事を頼みたいので会いたいと電話がかかってきて、小泉に所在地として教えた宿泊先のホテルに現れた男たちから暴行されたことから、鮫島が詐欺事件の真の黒幕であることを確信する。
父に詐欺の首謀者である濡れ衣を着せた鮫島を刃物で襲撃して復讐しようとする真実を制止し、詐欺師である自分と行動を共にしたためにこの様なバカげた復讐をしようとしていると戒め、自分のように汚れた人間になってはいけないと真実のことを大切に思っている気持ちを垣間見せる。
真実と橘道三の甥・明義の復讐のターゲットである鮫島に対し、鮫島が詐欺でだまし取った金を横流しした大物政治家たちを脅す準備をしていた様にでっち上げた資料を窃盗犯を装い鮫島の弁護士事務所へ侵入した際に放置することで、窃盗事件の捜査でその資料を発見した警察経由でそのことを知った大物政治家たちに鮫島を危険視させ、鮫島は大物政治家たちから投資詐欺事件の被害者弁護団の資金を横領していた濡れ衣を着せられ失脚し、復讐代行を成功させている。
鮫島の弁護士事務所への窃盗事件のほとぼりが冷めるまでの間、仕事を休んで街を離れようとするが、真実に再び行方不明となった父・正弘を一緒に探そうと誘われている。

### 主要人物の関係者
白沢正弘（しらさわ まさひろ）
演 - 遠藤憲一
真実の父。とても厳格な弁護士であったが、12年前、巨額投資詐欺事件の容疑者として警察から追われる身となり失踪している。
詐欺事件の真相を追っていたことから、詐欺の真の黒幕である鮫島に詐欺の首謀者の濡れ衣を着せられたうえ崖から突き落とされ自殺したように偽装されたが、ひん死の状態で津笠町の港に流れ着いたところを町民に助けられていた。しかしその際に記憶を喪失し、自分自身や詐欺事件の件、娘の真実のことも思い出せなくなっており、津笠町に流れ着いて以降は岸田と名乗り、町の水産加工業シーハンターの従業員として社員寮に住み込みで働いていた。
記憶が無いため、所持していた鮫島により捏造された詐欺事件の首謀者であることを謝罪する遺書の内容を信じ自分は悪人であったと考えており、罪の意識から自分はのうのうと生きる資格がない人間であると悩んでいる。
記憶を失いながらも、モノを覚えるときに体に痛みを与えながら覚える忍者の記憶術の癖は抜けておらず、行方を追って津笠町に現れた真実が自分と同じように腕にしっぺをして痛みを与えながら水産加工の仕事を覚えていたことから、もしかすると真実が自分の娘ではないかと考えるようになり、真実の好物がナポリタンであることも思い出すが、父を酷い目に合わせた鮫島に復讐することを決意していた真実は父に迷惑を掛けまいとしたため、真実に反し父親であることを否定されてしまう。
鮫島が送り込んだ刺客に襲撃されて以降は、身の危険を感じてシーハンターを辞めて再び行方不明となる。
真実と同様アルコールを受け付けない体質のため、酒席ではラムネを愛飲している。
橘道三（たちばな どうさん）〈59〉
演 - 殺陣剛太
詐欺師。12年前、巨額投資詐欺事件で逮捕された際に真実の父・正弘が詐欺の首謀者であると証言する。10年の懲役を終え出所し、接触してきた真実に対し2時間後に自身の拠点に単身で来るよう伝えたが、真実が拠点を訪れる前に真相を語られることを恐れた鮫島が送り込んだ「正義の士」を名乗る男に殺害されてしまう。
詐欺事件の真の黒幕・鮫島に詐欺の首謀者が正弘であると警察に虚偽の証言をしたうえ罪を被ってくれれば、刑期を終えて出所した後、隠蔽した金から一生安泰に暮らせるだけの金を渡すと言われたことから、警察に虚偽の証言をしていた。
山口（やまぐち）
演 - 渡洋史 （第1話・第3話・第5話・最終話）
刑事。階級は警部。投資詐欺事件の容疑者である失踪中の真実の父・正弘の消息を追っており、橘道三の証言をもとに正弘を詐欺の首謀者と見なしていたことから、彼の娘である当時8歳の真実に対し「父親と同じウソつきの目をしている」と暴言を吐き、父のことを無実と信じる真実が正義の戦士として弁護士になることを志す切っ掛けを与えている。
鮫島良平（さめじま りょうへい）
演  - いとうせいこう （第5話 - 最終話）
弁護士。真実の父・正弘の元同僚。
12年前の巨額投資詐欺事件の被害者弁護団の団長を務め救済に当たっており、真実の父・正弘が警察から逃げ回り失踪していることから、彼が詐欺事件の黒幕で橘道三殺害にも関わっていると真実に断言する。
実は巨額投資詐欺事件の真の黒幕で、詐欺でだまし取った金を巧妙に隠蔽したルートで大物政治家たちに横流ししており、詐欺事件について調査していた正弘に罪をなすりつけ詐欺事件の黒幕に仕立て上げるため、警察から追い詰められ自殺したように偽装するのに詐欺の首謀者であることを謝罪する偽の遺書を持たせて崖から突き落としていた。しかし、共犯の橘道三が獄中で正弘が映っているテレビ番組を偶然見たことから正弘が生きていることを教えられ、真実に接触を図り正弘の消息を捜索させて、詐欺事件の金の流れを証明する資料を回収するとともに再び正弘を殺害しようとしていた。
詐欺被害の救済のためと吹き込み、真相を知らず父・正弘が詐欺事件の首謀者であると信じてしまった真実に正弘が持つ詐欺の金の流れが証明された資料を回収させ証拠隠滅したうえ、口封じのために正弘に刺客を送り殺害しようとするが、正弘殺害は未遂に終わる。
独自の調査から詐欺事件の核心に近づきつつあった黒岩に刺客を送り調査からを手を引くように脅しをかけるが、それが仇となり逆に詐欺事件の真の黒幕であることを黒岩に確信されたことで、最後は黒岩の策略で詐欺でだまし取った金を横流しした大物政治家たちから危険視される状況に追い込まれ、大物政治家たちから詐欺事件の被害者弁護団の資金を横領していたという濡れ衣を着せられ社会的に葬り去られる。

### その他
ザマ
演 - Jewel
ヤンバルカレーのバングラディッシュ人店主。黒岩のコンサルタント事務所が入居するビルの前で客の呼び込みをしており、何度呼び込んでも真実が食事に来てくれないことから呼び込みがエスカレートしていき、最終的にはコンサルタント事務所の室内まで真実に店に食事に来るよう付きまとうようになる。最終話では念願がかなって真実も黒岩もヤンバルカレーに食事に訪れている。

### ゲスト

#### 第1話
- 財津宏樹（大手ゼネコン・財源建設の御曹司） - 三浦涼介
- 綿貫依里子（宏樹から性被害を受けた女性） - 白石糸
- 財津源一郎（財源建設社長・宏樹の父） - 三浦浩一
- 高石徹也（タカ石徹也工務店社長・宏樹の知人・依里子の出身大学のOB） - 本田大輔
- 高石の妻（徹也の妻） - 羽村純子
- 高石の娘（徹也の娘） - 小山紗愛
- 佐伯祥子（宏樹の婚約者） - 佐々木さくら
- 菅野（宏樹の住むマンションの元管理人） - 吉田ウーロン太
- 大川（財源建設の顧問弁護士） - 藤田秀世
- 割井弥津（才蔵不動産の担当者） - 高橋靖
- バーテンダー（宏樹の行きつけのバーの店員） - 樋口浩二
- 小暮紀子（アームストロング法律事務所の真実の先輩女性弁護士） - 今藤洋子
- 大槻（アームストロング法律事務所の真実の先輩弁護士） - 奥田達士
- 沢井（宏樹の住むマンションの現在の管理人） - 鈴木淳
- 司会者（宏樹と祥子の結婚披露宴の女性司会者） - 渡邉唯
- 山口刑事の部下（山口と巨額詐欺事件を捜査する刑事） - ぽんず（最終話）
- 絵画業者の男（黒岩の事務所に絵画を納品する業者） - 永井博（カメオ出演）
- 森りさ、小山紗愛、高橋靖、

#### 第2話
- 谷村寛治（冠華喜村の和紙職人） - 竹原ピストル
- 教祖（火出教の教祖・先代教祖の養子） - 伊藤歩
- 須川辰造（旅館・新御山家の店主） - 阪田マサノブ
- 須川頼恵（辰造の妻） - 生田智子
- 沼田鈴雄（ウインク商事の社員） - ノモガクジ
- 谷村美代子（寛治の妻・故人） - 松岡依都美
- 先代の教祖（陽出教の教祖・故人） - 宮本悦朗
- 教祖の側近（火出教の信者） - 清水一哉
- 山田くん（火出教の信者・座布団運び） - 岡野優介
- 産廃業者（冠華喜村へ産廃を不法投棄する業者） - 高杉心悟
- 引越しのジュンコ作業員（真実の家財を黒岩の事務所に運搬した業者） - けん、らぶ（ピーチキス）

#### 第3話
- 山村晴香（隆也の娘・小学生） - 古川凛（幼児期：佐藤叶悠）
- 山村隆也（晴香の父親・故人） - 三浦誠己
- 山村裕美（隆也の妻） - 山田キヌヲ
- 上川太一（山村の上司・経営企画室長） - 神保悟志
- 上川の妻（太一の妻） - 川﨑初夏
- 上川の息子たち（太一の息子たち） - 星流、岩崎楓士
- 長谷部智成（IT関連企業プラットフォーマーCEO・創業者） - 唐橋充
- 吉原（長谷部の最側近） - 矢柴俊博
- 長谷部の側近（プラットフォーマーの長谷部の側近） - 高品雄基、山本啓之
- 人事部社員（真実の採用面接を担当したプラットフォーマーの社員） - 辻本耕志、竹森千人
- 経営企画室社員（プラットフォーマーの経営企画室社員） - 湯田宗登、小野田せっかく、内海香織
- ミキ（プラットフォーマーの派遣社員） - しゅはまはるみ
- バーテンダー（青山のワインバーMKのバーテンダー） - 塩顕治
- 臼田将司（プラットフォーマーの元社員・山村の前任者） - 大内厚雄
- 報道記者（長谷部の架空循環取引を取材に来た記者たち） - 島崎義久、志田美由紀、武初
- 女子アナウンサー（長谷部の不正を報じるTVアナウンサー） - 隅乃倉ひろみ（声のみの出演）
- 北條直江（入院した真実と同じ病室の患者） - 福田温子

#### 第4話
- 杉本涼子（一良とパパ活を行う） - 穂志もえか
- 平山一良（涼子とパパ活を行う） - 堀部圭亮
- 本村（會桄出版社員） - 小松利昌
- ホノカ（パパ活相手に騙された女性） - 飯窪春菜
- ジュエリーショップの女性店主（ジュエリー職人・占い師・ダンス講師・ボイストレーナー） - 舞木ひと美
- 平山の妻（一良の妻） - 江藤あや
- ハルト、カイト（平山の息子たち） - 小林郁大、湯田幸希
- 杉本玲子（涼子の母） - 佐古麻由美
- れい、まこと、Aya、ちか（パパ活サイトの登録女性たち） - 高瀬英璃、竹田有美香、城内彩花、有馬千景
- 女性司会者（新人小説家コンクール授賞式の司会者） - 吉野有佳
- 中川（週刊群衆の記者） - 鳥居功太郎
- 紅丸花子（テレビリポーター） - 実川貴美子 （第5話）

#### 第5話
- 古沢順三郎（古沢精密工業の社長・余命半年の宣告を受けた男） - 伊武雅刀
- 杉坂織江（古沢の秘書） - 中山忍
- 中野美佐子（織江の元同僚・三代目なつぞら園の園長） - 浅香唯
- 田所虎男（田所帝都精工の社長） - 嶋田久作
- 古沢奈津子（25年前に刺殺された順三郎の妻） - 赤間麻里子
- 木戸吉太郎（刺殺事件を捜査した元刑事） - 渡辺裕之
- 赤木俊平（美佐子の元恋人） - 井俣太良
- 田所帝都精工の社員（田所の部下） - みずと良
- 三代目なつぞら園の女の子（風間唯のコスプレをした女の子） - 鈴木咲良
- 冠華喜園のCMの男性（濃い冠冠茶!のテレビCMの男性） - 北嶋哲也
- 冠華喜園のCMの女性（濃い冠冠茶!のテレビCMの女性） - わさびちゃん（TABIBANANA）（第7話）

#### 第6話
- 赤川緋呂人（ウェブデザイナー・妻を殺害された男） - 荒川良々
- 青井蒼一郎（病院経営者・母親を殺害された男） - 丸山智己
- 赤川翠（殺害された緋呂人の妻） - 大山真絵子
- 青井貴美子（殺害された蒼一郎の母・元中学音楽教師） - 瀧マキ
- 青井瑠璃（蒼一郎の妻） - 真柳美苗
- 青井の息子（蒼一郎の息子） - 松浦理仁
- アクセサリー店の店長（EDEN中沢店の店長） - 小林博
- 土屋英樹（卒業アルバムの中学生） - 水野哲志
- ホテルのフロントスタッフ（緋呂人が宿泊するホテルの従業員） - 兼尾洋泰
- レストランの給仕（プールサイドレストランの従業員） - 望月ムサシ
- レストランの客（プールサイドレストランで食事をする客） - 藤田健彦、福地千香子
- 速報ニュースのレポーター（現場中継するレポーター） - 鈴木タカラ

#### 最終話
- 橘明義（橘道三の甥） - 須藤公一
- 西高ゆき（津笠町児童失踪事件のリポーター） - 中田有紀
- 「正義の士」を名乗る男（橘道三を殺害した男） - 村上航
- 亀島（週刊文潮の編集者） - 尾崎右宗
- 西野丹次郎（橘道三の情報を週刊文潮に売っていた情報屋） - 高橋努
- 柴崎（水産加工業シーハンターの社長） - 徳井優
- 水産加工業の従業員（シーハンターの従業員） - 早戸裕、横山周一郎（プラスワン）
- 喫茶店のマスター（喫茶・海坊主のマスター） - 谷充義
- 海岸の少女（鍵を無くした少女） - 池田葵
- 南田のぞむ（鮫島の仲間の弁護士） - ヨネヤマサトシ
- エリカ（黒岩にホテルで乱暴されたふりをした女性） - 樹里果
- エリカを助けに現れた男性たち（黒岩を襲撃する男性たち） - 中山孟、高嶋宏一郎
- 山口刑事の部下（鮫島の弁護士事務所窃盗事件の捜査をする刑事） - 屋良学

## スタッフ
- 作 - 蒔田光治、瀧本智行、渡辺雄介、徳永富彦
- 制作統括 - 川田尚広（東宝映画）、髙橋練（NHKエンタープライズ）、岡本幸江（NHK）
- プロデューサー - 山田兼司（東宝）、北野拓（NHKエンタープライズ）
- 撮影 - 葛西誉仁
- 照明 - 鈴木康介
- 音声 - 仲山一也
- 編集 - 富永孝
- 音響効果 - 西村洋一
- 美術 - 高橋達也
- スタイリスト - 望月恵
- ヘアメイク - 内城千栄子
- VFX - 朝倉怜
- 記録 - 河野ひでみ
- 音楽プロデューサー - 岩崎太整
- 音楽 - 流線形、一十三十一
- OP曲 - 流線形/一十三十一「金曜日のヴィーナス feat. 堀込泰行」[13]
- 主題歌 - 流線形/一十三十一「悲しいくらいダイヤモンド」[13]
- 挿入歌 - 一十三十一「蜃・気・楼」
- 警察監修 - 石坂隆昌
- 医療監修 - 香取勧（香取整形外科）、中澤暁雄
- 法律監修 - 石井誠一郎
- メインビジュアル /タイトルバック - 永井博[13]
- 演出 - 木村ひさし、山本透
- 協力 - クロキプロ、tachirourke Pro. 、オフィスオーパ、エクセルヒューマンエイジェンシー、ジョビィキッズ、芸プロ☆FLT、宝映テレビプロダクション

## 放送日程
| 各話   | 放送日   | ラテ欄                           | 脚本     | 演出       |
| ------ | -------- | -------------------------------- | -------- | ---------- |
| 第1話  | 10月09日 | 元弁護士と詐欺師バディの復讐劇   | 蒔田光治 | 木村ひさし |
| 第2話  | 10月16日 | 炎を操る女教祖にマミクロ絶体絶命 | 蒔田光治 | 木村ひさし |
| 第3話  | 10月23日 | 父の敵を討ちたい! 9歳少女の復讐  | 瀧本智行 | 山本透     |
| 第4話  | 10月30日 | パパ活相手へ復讐! 潜入捜査開始?  | 渡辺雄介 | 山本透     |
| 第5話  | 11月06日 | 余命半年復讐                     | 蒔田光治 | 木村ひさし |
| 第6話  | 11月13日 | 連続殺人犯への復讐依頼! 真犯人は | 徳永富彦 | 山本透     |
| 最終話 | 11月20日 | 父は正義か悪なのか? 最後の復讐   | 蒔田光治 | 木村ひさし |

## その他
- 第1話のエンディングパートでドラマのメインビジュアルを担当する永井博が、黒岩のコンサルタント事務所（詐欺の拠点）に絵画を納品する業者役でカメオ出演している。また、納品された絵画は永井本人が手がけたものである[6]。
- 第1話で財源建設社長・財津源一郎を演じた三浦浩一とその息子・宏樹を演じた三浦涼介は実際の親子である[6]。
- 「（有）シーハンター社員寮　さえば寮」「北条郡津傘町」「カフェ海坊主」「XYZ」等の北条司「シティーハンター」へのオマージュ、特撮、アニメ、大河・朝ドラ、プロレスなど小ネタを数多く入れた作品であった。

## 関連商品
サウンドトラック
- 流線形/一十三十一『Talio』（2020年11月11日発売、ビクターエンタテインメント、VICL-65441）